# 演讲的一部分
《演讲的一部分》 （Part of speech）是约瑟夫·布罗茨基于1975-1976年创作的组诗的名称，1977年由阿迪斯出版社出版的诗集也以它为名。1990年，在苏联出版了一本与它名称相同，但内容完全不同的一本诗集。
1980年出版的同名的英文诗集，只包括了1977年俄文版中一半诗歌的翻译。《演讲的一部分》 的英语译本，由布罗茨基本人参与和编辑，包括20首中的15首，其顺序也与俄文原诗有所改变。